# Луцкий, Владимир Александрович
Владимир Александрович Луцкий  (21 мая 1918 — 19 декабря 1976) — лётчик-ас, советский лётчик-истребитель. Герой Советского Союза (1943), заслуженный военный лётчик СССР (1969), генерал-лейтенант авиации.

## Биография
Родился 21 мая 1918 года в Севастополе. Учился в симферопольской школе № 35. Окончил 3 курса железнодорожного техникума в Симферополе в 1936 году. В том же году призван в ряды Красной Армии. После окончания Качинской Краснознамённой военной авиационной школы пилотов им. тов. Мясникова в 1938 году, в течение 3-х лет служил там инструктором, затем командиром звена.
С июня 1942 года лейтенант В. А. Луцкий на фронтах Великой Отечественной войны. Сражался в составе 434-го иап (32-го гвардейского иап). Был командиром звена, эскадрильи, полка.
К июлю 1943 года командир эскадрильи 32-го гвардейского истребительного авиационного полка (3-я гвардейская истребительная авиационная дивизия, 1-й гвардейский истребительный авиационный корпус, 15-я воздушная армия, Брянский фронт) гвардии капитан В. А. Луцкий совершил 135 боевых вылетов, в 75 воздушных боях сбил 11 самолётов противника.
24 августа 1943 года за мужество и воинскую доблесть, проявленные в боях с врагами, удостоен звания Героя Советского Союза.
В мае 1944 года назначен командиром 32-го гвардейского авиаполка. Всего к 9 мая 1945 года произвёл 232 боевых вылета, в воздушных боях сбил лично 12 самолётов противника.
После войны продолжал службу в ВВС. В 1957 году окончил Военную академию Генерального штаба. Занимал ответственные должности в войсках, работал в Главном штабе ВВС, в Военно-воздушной академии. 
С 1963 года был начальником Липецкого центра боевого применения и переучивания лётного состава ВВС . 
С 1972 года генерал-лейтенант авиации В. А. Луцкий — в запасе. Жил в Симферополе, работал в аэропорту. 
Умер 19 декабря 1976 года. Похоронен на кладбище Абдал-1 в Симферополе.

Могила Луцкого на кладбище «Абдал» в Симферополе.

## Награды
- Медаль «Золотая Звезда» № 1759 Героя Советского Союза (24.08.1943);
- орден Ленина (24.08.1943);
- четыре ордена Красного Знамени (23.10.1942, 10.05.1945, 1956, 19??);
- орден Отечественной войны 1-й степени (15.03.1943);
- два ордена Красной Звезды (1951, 19??).
- Медали, в том числе:
  - «За боевые заслуги» (1946);
  - «За воинскую доблесть. В ознаменование 100-летия со дня рождения Владимира Ильича Ленина»;
  - «За оборону Сталинграда»;
  - «За победу над Германией в Великой Отечественной войне 1941—1945 гг.»;
  - «Двадцать лет Победы в Великой Отечественной войне 1941—1945 гг.»;
  - «Тридцать лет Победы в Великой Отечественной войне 1941—1945 гг.»;
  - «За взятие Берлина»;
  - «Ветеран Вооружённых Сил СССР»;
  - «30 лет Советской Армии и Флота»;
  - «40 лет Вооружённых Сил СССР»;
  - «50 лет Вооружённых Сил СССР».

### Почётное звание
- Заслуженный военный лётчик СССР (15.08.1969).